# 제주에너지공사
제주에너지공사(Jeju Energy Corporation)는 제주특별자치도의 에너지의 기술 개발, 이용 및 보급 촉진에 이바지하기 위하여 설립된 제주특별자치도청 산하 지방 공기업이다. 제주특별자치도 제주시에 있다.

## 설립 근거
- 제주특별자치도 설치 및 국제자유도시 조성을 위한 특별법[4]
  - 제주에너지공사 설립 및 운영 조례[5]

## 연혁
- 2011년 5월 제주에너지공사 설립근거 마련 (제주특별자치도 설치 및 국제자유도시 조성을 위한 특별법 제221조의 5)
- 2012년 3월 21일 제주에너지공사 설립 및 운영 조례 공포
- 2012년 7월 초대 차우진 사장 취임
- 2012년 11월 풍력발전설비 현물출자 완료
- 2014년 10월 제2대 이성구 사장 취임
- 2015년 8월 동복·북촌 풍력발전단지(30MW) 준공
- 2016년 11월 제주종합경기장 태양광(415kW) 발전시설 준공
- 2017년 4월 제3대 김태익 사장 취임
- 2018년 2월 한동·평대 해상풍력 발전지구 지정 동의
- 2019년 11월 현물출자에 따른 납입자본금 확대(663억 원→1,306억 원)
- 2020년 3월 제4대 황우현 사장 취임

## 주요 업무
- 풍력 등 「신 에너지 및 재생 에너지 개발·이용·보급 촉진법」제2조제1호에 따른 신·재생 에너지와 석유·가스·석탄 등의 생산, 수송, 분배, 판매, 그 밖에 이와 관련된 사업
- 에너지 연구 기술 센터 운영, 풍력 발전 시설 유지 관리
- 집단 에너지 사업
- 에너지 시설 건설 및 운영 사업
- 에너지 시설 건설 및 운영에 필요하다고 인정되는 부동산 및 공유 자원 개발 사업
- 에너지 관련 교육·홍보 및 컨설팅, 전문 인력 양성을 위한 산·학·관 협력 사업
- 국가·지방자치단체 및 공공단체가 위탁하는 사업

## 조직

### 본부장

#### 경영기획처
- 기획관리팀
- 경영지원팀

#### 운영효율처
- 풍력사업팀
- 설비운영팀
- CFI추진팀

## 같이 보기
- 제주국제자유도시개발센터
- 한국에너지공단